# Casa de América Latina
La casa de América Latina ( en francés, Maison de l'Amérique latine) es un centro cultural situado en el nº 217 del bulevar Saint-Germain, en el VI Distrito de París. 

## Historia
Fundada en 1946 por iniciativa del Ministerio de Asuntos Exteriores de Francia, su objetivo es favorecer los intercambios culturales, económicos y diplomáticos entre Francia y los países de América Latina.
Ocupa dos palacetes :
- El Hôtel de Varengeville y
- El Hôtel Amelot de Gournay

Una parte importante de sus ingresos proviene del alquiler de algunos de sus locales para comidas de negocios y conferencias de prensa, entre otros. 
Es un espacio tradicional de reunión para la izquierda francesa. El Partido Socialista celebró allí algunas de sus victorias electorales.

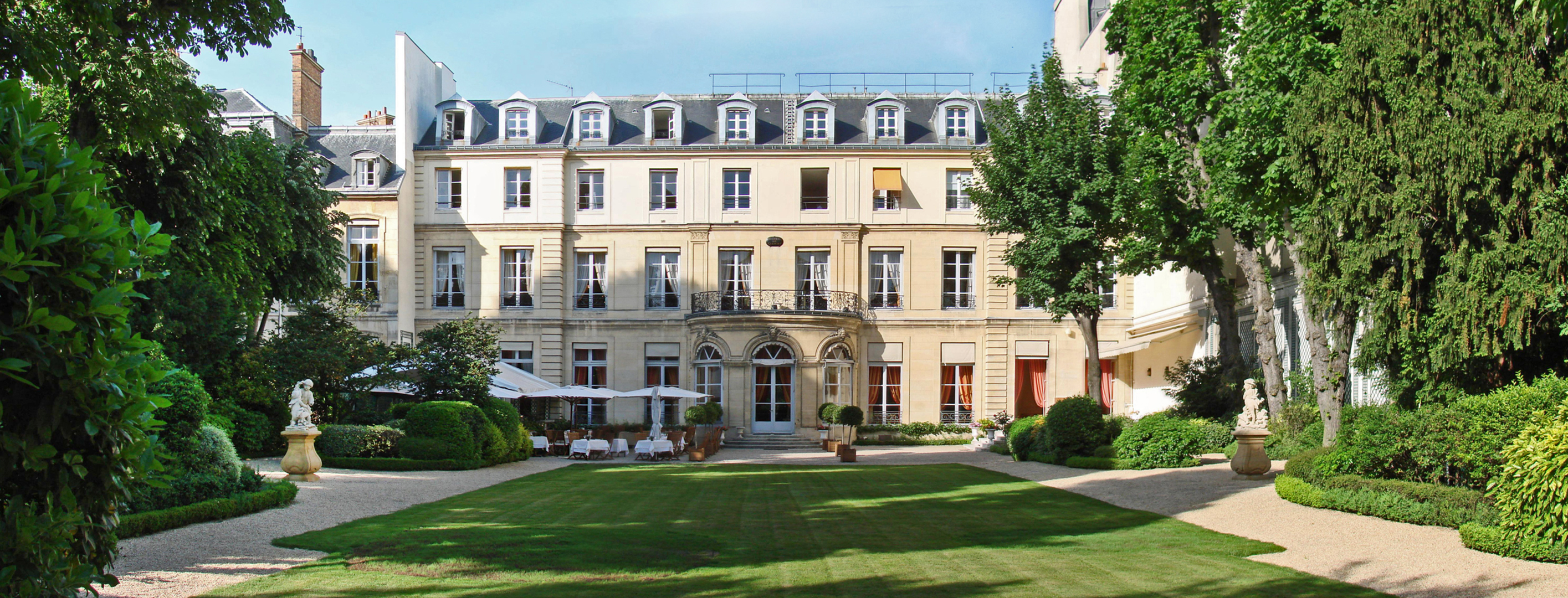
Jardín de la Casa de América Latina.